# Boleslav II. Rogati
Boleslav II. Rogati (poljsko Bolesław II Rogatka), znan tudi kot Boleslav II. Plešasti (poljsko Bolesław II Łysy) iz rodbine Šlezijskih Pjastov je bil veliki vojvoda Poljske (1241) in vojvoda Šlezije s sedežem v Vroclavu (1241-1248) in Legnici (1248–1278), * okoli  1220/1225, † 26./31. december 1278.
Po zazdelitvi Šlezije medenj in njegove brate je do svoje smrti vladal v šlezijski Vojvodini Legnici. Med njegovim vladanjem se je zgodil drugi mongolski napad na Poljsko, ki ga je vodil Nogaj kan.

## Družinska zgodovina
Boleslav je bil najstarejši sin poljskega velikega vojvode Henrika II. Pobožnega in njegove žene Ane Legniške, hčerke češkega kralja Otokarja I. Njegova stara starša po očetovi strani sta bila Henrik I. Bradati in Hedvika Šlezijska. Med njegovimi mlajšimi brati in sestrami so bili Mješko (umrl 1242), Henrik III. Beli (umrl 1266), Konrad II. (umrl 1274), Vladislav in Elizabeta, poročena s svojim bratrancem, vojvodo Przemyslom I. Velikopoljskim.

## Prihod na vojvodski položaj
Boleslav je nasledil položaj vojvode Šlezije po smrti svojega očeta v bitki z Batu kanovimi Mongoli pri Legnici 9. aprila 1241. Takrat sta bila edina polnoletna dediča on in brat Mješko. Po prihodu na oblast jima je pomagala mati Ana. Nekateri viri to obdobje imenujejo celo regentstvo. Mongolska vojska je osvojila večji del Šlezije In se nato umaknila na Ogrsko.
Po smrti Henrika II. Šlezijski Piasti niso mogli obdržati svoje nadvlade v poljskih deželah. Boleslavovo dediščino, vključno z južnimi velikopoljskimi posestmi in malopoljskim Senioratom, so ogrožali sosednji vojvode  Pjasti. Do julija 1241 je Boleslavov bratranec Konrad I. Mazovski poskušal prevzeti poljski prestol v Krakovu. Lokalni plemiči pod vodstvom krakovskega guvernerja Klementa iz Ruszczyja so se temu močno uprli, vendar so morali na koncu popustiti Konradovi premočni vojski. Razočarani zaradi Boleslavovega neukrepanja so svojo podporo obrnili na Boleslava V. Čednega, ki se je leta 1243 povzpel na krakovski prestol.
Podobno stanje  je bilo v  Velikopoljski. Po novici o porazu in smrti Henrika II. sta vojvoda Przemysl I. in njegov brat Boleslav Pobožni ponovno zavzela Kalisz, ki mu je nekoč vladal njun oče, pokojni vojvoda Vladislav Odonič. Domače plemstvo ju je podpiralo kot zakonita dediča teh dežel. Boleslav se je odločil izogniti boju in se je odpovedal vsem svojim velikopoljskim deželam. Poskušal je obdržati nekatera okrožja, kot sta Santok in Międzyrzecz, toda leta 1247 so ga velikopoljski vojvode prisilili, da se je odpovedal vsem svojim pravicam do posesti v Velikopoljski.

## Prva delitev Spodnje Šlezije
Ko je leta 1242 nenadoma in brez dediča umrl Boleslavov najstarejši brat Mješko, so njegove lubuške posesti prešle na Boleslava. Njegovi mlajši bratje so postali sovladarji dežel Spodnje Šlezije. Ko je Boleslavov brat Henrik III. Beli leta 1247 postal polnoleten, so se on in njegovi mlajši bratje uprli Boleslavu in ga kmalu zatem celo zaprli.
Za svojo osvoboditev je moral podpisati sporazum s Henrikom III., ki je razdelil spodnješlezijski deželi Legnica in Vroclav. Da bi se izognili nadaljnji drobitvi, sta se podpisnika zavezala, da bosta nudila gostoljubje svojima mladoletnima bratoma: Boleslav Konradu I. in Henrik Vladislavu. Bolesav je kot najstarejši lahko prvi izbiral in izbral Legnico, verjetno zaradi odkritja zlata v rekah Kaczawa in Wierzbiak.

## Vojvoda Legnice
Bolesław je kmalu obžaloval svojo izbiro in se poskušal vrniti v Vroclav. Henrik III. mu Vroclava ni nameraval  predati in vojna je bila neizogibna. Oba sta se začela pripravljati nanjo, vendar zanjo nista imela ustreznih sredstev. Boleslav je iskal zaveznike med askanskimi sorodniki svoje žene Hedvike, hčere grofa Henrika I. Anhaltskega. Od magdeburškega nadškofa Wilbranda je dobil sredstva po prodaji polovice Lubuške dežele.
Nemška pomoč je dala Boleslavu le začasno prednost v vojni proti bratu. Leta 1249 se je njegov mlajši brat in sovladar Konrad I. po končanem študiju v Parizu nepričakovano vrnil v državo. Boleslav ga je predlagal za škofa v Passauu, vendar je Konrad predlog  zavrnil in začel uveljavljati svoje pravice v Šleziji. Boleslav je temu nasprotoval in mladi vojvoda  se je zatekel na dvor velikopoljskih vojvod, Boleslavovih dolgoletnih sovražnikov. Kmalu zatem je Konrad po dvojni poroki okrepil svoje vezi z vojvodo Przemyslom I.: velikopoljski vojvoda se je poročil s Konradovo sestro Elizabeto, Konrad pa s Salome, sestro vojvode Przemysla.
Do zadnjega spopada je prišlo dve leti kasneje, ko so Boleslava premagale združene sile Przemysla I. in Henrika III. Belega, ki sta podpiral Konrada. Leta 1251 je Boleslav končno privolil v razdelitev svojih dežel in Konradu prepustil vojvodino Glogov, sam pa je obdržal majhen del ožje Legnice.

## Spor z vroclavskm škofom
Boleslav je potreboval dve leti in pomoč svojega brata Henrika III., da si je povrnil polno oblast nad svojo vojvodino. Sklenil je nekaj sporazumov z drugimi Pjasti, zlasti z velikopoljskimi,  in vroclavskim škofom Tomažem I., čeprav škofu  nikoli ni odpustil njegove podpore mlajšim bratom.
Boleslavov spor z vroclavskim škofom je dosegel kritičnejšo točko leta 1257, ko je Boleslav škofa zaprl na gradu Wleń. Boleslav je bil takoj izobčen. Njegovi bratje so hitro posredovali in s pogajanji dosegli poravnavo. Leta 1261 je Boleslav plačal škofu velik davek in opravil javno pokoro pred vrati vroclavske stolnice. Pred tem je bil že dvakrat izobčen, leta 1248 in 1249, sosednje plemstvo pa je bilo pozvano h križarski vojni proti njemu. Kasneje mu je škof odpustil in preklicali tudi obe prejšnji izobčenji.
Boleslav je ostal v sovražnih odnosih tudi s svojim bratom, vojvodom Konradom Glogovskim. Leta 1257 je Konrad Boleslava ugrabil z njegovega gradu v Legnici in ga nekaj mesecev kasneje osvobodil.  Leta 1271 je Boleslav zavzel mesto Bolesławiec blizu Bóbra.

## Zadnja leta
V 70. letih 13. stoletja je Boleslav vse več oblasti prepuščal svojim mladoletnim sinovom. Leta 1273 je svojemu najstarejšemu sinu Henriku V. podelil vojvodino Jawor in zdelo se je, da je odstopil od svoje pustolovske politike. Leta 1277 je kljub temu sklenil zavezništvo z nemškim kraljem Rudolfom I. Habsburškim, kar je okrepilo  zavezništvo ostalih piastovskih vojvod z Rudolfovim  tekmecem, češkim kraljem Otokarjem II. Boleslav je na Rudolfovo vztrajanje ugrabil svojega nečaka in Otokarjevega zaveznika, vroclavskega vojvodo Henrika IV., in zahteval tretjino Vroclava po smrti svojega strica Vladislava. Henrik IV. je bil zaprt v gradu Legnica.
Med Otokarjem II., vojvodom Henrikom III. Glogovskim in vojvodom Przemyslom II. Velikopoljskim je nastala koalicija, ki je kmalu razpadla. Boleslavove sile so bile v krvavi bitki pri Stolcu premočne in porazile koalicijsko vojsko. V poravnavi, ki je sledila, je bil Henrik IV. osvobojen, Boleslav pa je dobil tretjino vojvodine Środa Śląska (nemško Neumarkt).
Boleslav II. je umrl med 26. in 31. decembrom 1278 in bil pokopan v dominikanskem samostanu v svoji rezidenci Legnici. Njegovo ozemlje so podedovali njegovi sinovi Henrik V. Debeli, Bolko I. in Bernard, 

## Zakonske zveze in otroci
Leta 1242 se je Boleslav poročil s Hedviko Anhaltsko, hčerko grofa Henrika I. Anhaltskega. Z njo je iml sedem otrok:
- Nežo (r. okoli  1243/1250 – u.  13. marca 1265), poročeno z Ulrikom I. Württemberškim,
- Henrika V. Debelega (r. okoli 1248 – u. 22. februarja 1296),
- Hedviko/Jadvigo (r. okoli 1250/1255 – u. po 1280), poročeno s Konradom II. Mazovskim,
- Bolka I. Strogega (r. okoli 1252/1256 – u. v Krzeszówu  9. novembra 1301),
- Bernarda  (r. okoli 1253/1257 – u. 25. aprila 1286, pokopan v dominikanskem samostanu v Legnici),
- Konrada (umrl v mladosti) in
- Katarino (u. 25. aprila 1286, pokopana v  dominikanskem samostanu v Legnici).

Leta 1261 se je poročil z Evfemijo (Alento, Jolanto ali Adelajdo), hčerko pomorjanskega vojvode Samborja II.
Okoli leta 1270 je začel živeti s svojo ljubico Sofijo Dyhrnsko. Rodila mu je sina Jaroslava, ki je umrl v povojih. Hudo bolna in globoko užaljena zaradi moževe afere je Eufemija leta 1275 pobegnila v domovino na Pomorjansko. Njun zakon je veljal za razveljavljen. Leta 1277 se je Boleslav končno poročil s svojo ljubico Sofijo, vendar je zveza trajala le nekaj mesecev do vojvodove smrti leta 1278. Evfemija se je po Boleslavovi smrti vrnila v Šlezijo.

## Sklica
1. ↑  Nacionalna zbirka normativnih podatkov Češke republike
2. ↑  Karl Friedrich Pauli. Allgemeine preußische Staats-Geschichte etc., 7. Band. Verlag C.P. Franckens, Halle 1767.